# 유연수 (공구양후)
유연수(劉延壽, ? ~ 기원전 58년)는 전한 후기의 제후로, 노공왕의 증손이다.

## 생애
지절 4년(기원전 66년), 아버지 유치의 뒤를 이어 공구후(公丘侯)에 봉해졌다.
공구양후 9년(기원전 58년)에 죽으니 시호를 양(煬)이라 하였고, 아들 유상이 작위를 이었다.

## 출전
- 반고, 《한서》 권15상 왕자후표 上

| 전임 아버지 공구강후 유치 | 전한의 공구후 기원전 66년 ~ 기원전 58년 | 후임 아들 공구사후 유상 |